# Bartolomeo Senarega
Bartolomeo Senarega (Genova, 1444 – 1514) è stato un diplomatico e storico italiano.

## Biografia
Figlio di Ambrogio, Bartolomeo ricoprì l'incarico di Cancelliere della Repubblica di Genova, posizione già occupata dal padre.
Partecipò, per conto della repubblica genovese, a numerose missioni diplomatiche. Sempre per conto della repubblica, compilò una cronaca storica della città di Genova, continuando l'opera di Giorgio Stella, che nella parte conservata copriva il periodo dal 1488 al 1514 (probabile anno della sua morte).

## Opere
- De rebus Genuensibus commentaria